# (30777) 1987 SB3
1987 أس بي 3 (ويعرف أيضًا باسم (30777) 1987 أس بي 3 وفق تسمية الكوكب الصغير) (بالإنجليزية: 1987 SB3)‏ هو كويكب ضمن حزام الكويكبات؛ وترتيبه 30777 من حيث الاكتشاف.
اكتُشف هذا الجُرم الفلكي بواسطة إيريك والتر إلست في 21 سبتمبر 1987.

## وصلات خارجية
- (30777) 1987 SB3 في قاعدة بيانات مختبر الدفع النفاث لأجرام النظام الشمسي الصغيرة

- الاكتشاف · مخطط المدار ·  العناصر المدارية · المعلمات المادية

- (30777) 1987 SB3 على موقع ويكي سكاي: DSS2, SDSS, GALEX, IRAS, Hydrogen α, X-Ray, Astrophoto, Sky Map, Articles and images